# Kapov Han
Kapov Han (cyr. Капов Хан) – wieś w Bośni i Hercegowinie, w Republice Serbskiej, w gminie Čajniče. W 2013 roku liczyła 142 mieszkańców.